# Melchor Ocampo, Chiapas
Melchor Ocampo är en ort i Mexiko.   Den ligger i kommunen La Grandeza och delstaten Chiapas, i den sydöstra delen av landet, 900 km sydost om huvudstaden Mexico City. Melchor Ocampo ligger 1 944 meter över havet och antalet invånare är 114.
Terrängen runt Melchor Ocampo är bergig åt nordost, men åt sydväst är den kuperad. Runt Melchor Ocampo är det ganska tätbefolkat, med 96 invånare per kvadratkilometer. Närmaste större samhälle är Motozintla de Mendoza, 16,9 km söder om Melchor Ocampo. I omgivningarna runt Melchor Ocampo växer huvudsakligen savannskog.